# Феррари, Филипп
Фили́пп (фон) Ферра́ри де ля Ренотье́ (иногда также Фили́пп ля Ренотье́р де Ферра́ри; фр. Philip (von) Ferrari de La Renotière; 11 января 1850 — 20 мая 1917) — барон, филателист, крупнейший коллекционер классического периода филателии и обладатель обширнейшей и единственной в своем роде частной коллекции почтовых марок и цельных вещей. Прослыл как «король коллекционирования марок».

## Биография
Родился в Париже, в Матиньонском дворце на рю де Варенн, в котором прожил почти до конца жизни. Барон Филипп Феррари был итальянского происхождения. Его родителями были Рафаэль де Феррари (англ.), герцог Галлиера, и Мария Бриньоле Сале (англ.). Родился и практически всю свою жизнь прожил в Париже. Имел австрийское подданство и похоронен в Австрии.

## Вклад в филателию
В процессе становления филателии как популярной области коллекционирования во второй половине XIX — начале XX века во многих странах Европы и Америки стали появляться крупные собиратели. Они создавали значительные и обширные коллекции почтовых марок всего мира.
В этот романтический период филателии и приобрёл свою легендарную известность французский коллекционер Филипп Феррари. Его коллекция включала практически все известные на то время филателистические редкости и раритеты. Располагая огромным состоянием, Феррари для пополнения и расширения своего собрания разыскивал марки по всему миру. При этом он скупал как отдельные раритеты, так и полные собрания других известных коллекционеров, например, таких как барон Ротшильд. Филателистическое собрание Феррари стоило свыше 1 млн немецких марок.

## Раритеты Феррари
Филипп Феррари владел самыми редчайшими марками планеты, включая такие раритеты как:
- «Британская Гвиана».

В 1878 году (по некоторым источникам — в 1880-х годах) марка была продана Феррари ливерпульским торговцем марками Томасом Ридпатом (англ. Thomas Ridpath) за 150 фунтов стерлингов (по нынешней оценке, $750). С тех пор марка обрела известность, и цена на неё пошла резко вверх.
- «Баденская ошибка цвета».

Второй экземпляр (из четырёх) этой марки первоначально попал в коллекцию Феррари.
- «Саксонская тройка».

Уникальный полный нештемпелёванный типографский лист этой марки был отреставрирован венским торговцем Зигмундом Фридлем и продан Феррари за тысячу марок.
- «Жёлтый трёхскиллинговик».

Феррари приобрёл уникальную шведскую марку в 1894 году за 4 тысячи гульденов (примерно $3000 в нынешних деньгах). Шведский раритет пробыл в его коллекции почти три десятилетия.

## «Ферраритеты»
В период около 1900 года, после широкого распространения информации о скупке Филиппом Феррари за большие деньги редких разновидностей почтовых марок для своей коллекции, были изготовлены фальшивые и поддельные марки, известные как «ферраритеты» (от сочетания слов «Феррари» и «раритет»).

## Наследие
Свою коллекцию Феррари завещал Берлинскому почтовому музею. Однако собрание попало после окончания Первой мировой войны под секвестр французского правительства. Коллекцию выставили на публичных торгах, с тем чтобы вырученные от её продажи средства включить в общий счёт репараций побеждённой Германии. Коллекция Феррари была распродана на 14 аукционах, состоявшихся в 1921—1925 годах, и за неё было выручено более 400 тыс. фунтов стерлингов.
Филипп фон Феррари был включён в изначальный «Список выдающихся филателистов» в числе «отцов филателии».
В 1968 году Феррари был увековечен на почтовой марке Лихтенштейна (Sc #448; SG #496), выпущенной в серии «Выдающиеся филателисты мира».